# 韦恩·麦卡尼
韦恩·麦卡尼（英語：Wayne McCarney，1966年6月30日—），澳大利亚男子自行车运动员。他曾代表澳大利亚参加1988年夏季奥林匹克运动会自行车比赛，获得男子团体追逐赛铜牌。